# ترکیب کمپلکس واسکا
ترکیب کمپلکس واسکا (به انگلیسی: Vaska's complex) با فرمول شیمیایی IrCl(CO)[P(C۶H۵)۳]۲. یک ترکیب شیمیایی است. که جرم مولی آن ۷۸۰٫۲۵ g/mol می‌باشد. شکل ظاهری این ترکیب، بلورهای زرد است.